# 神戸山手大学

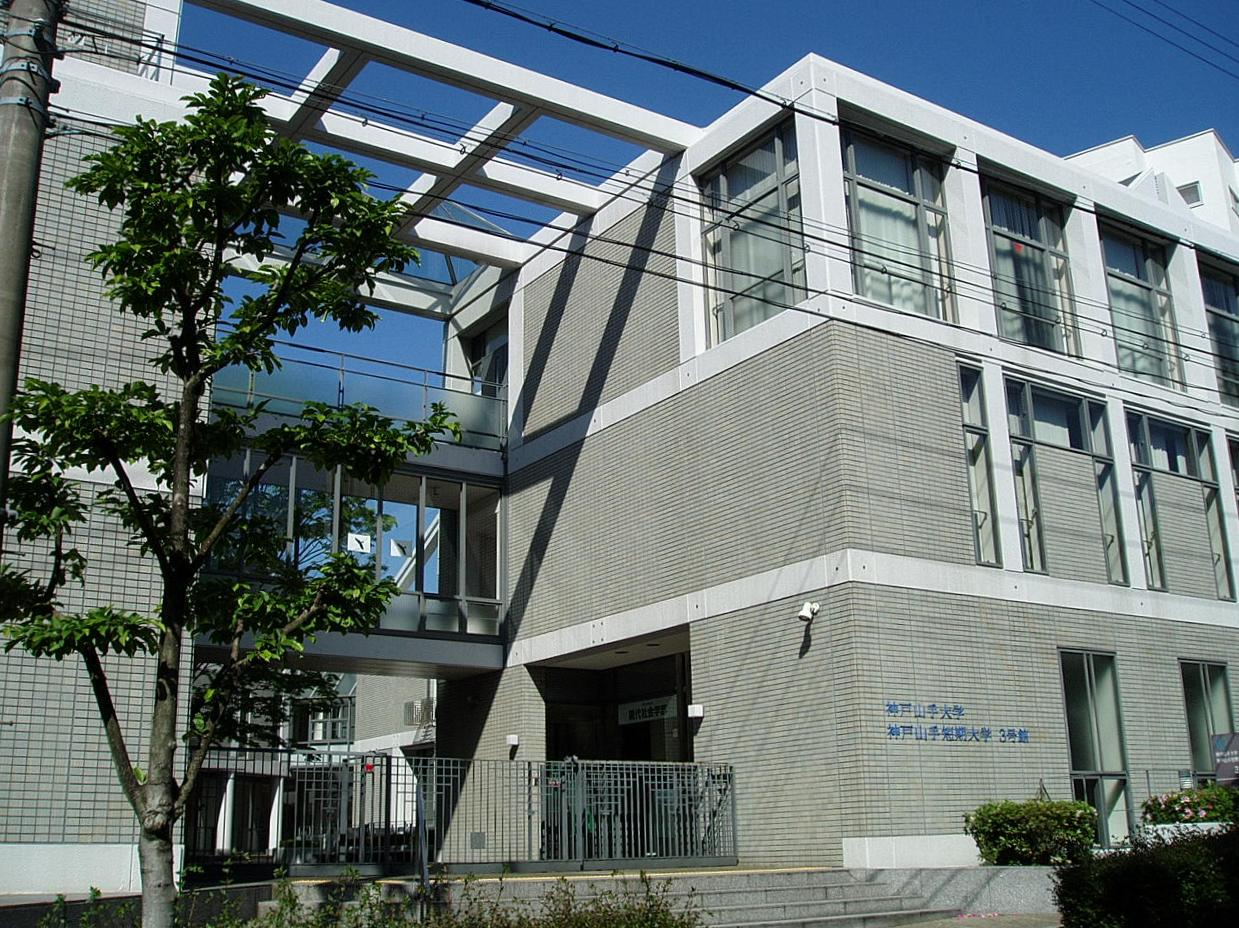
3号館

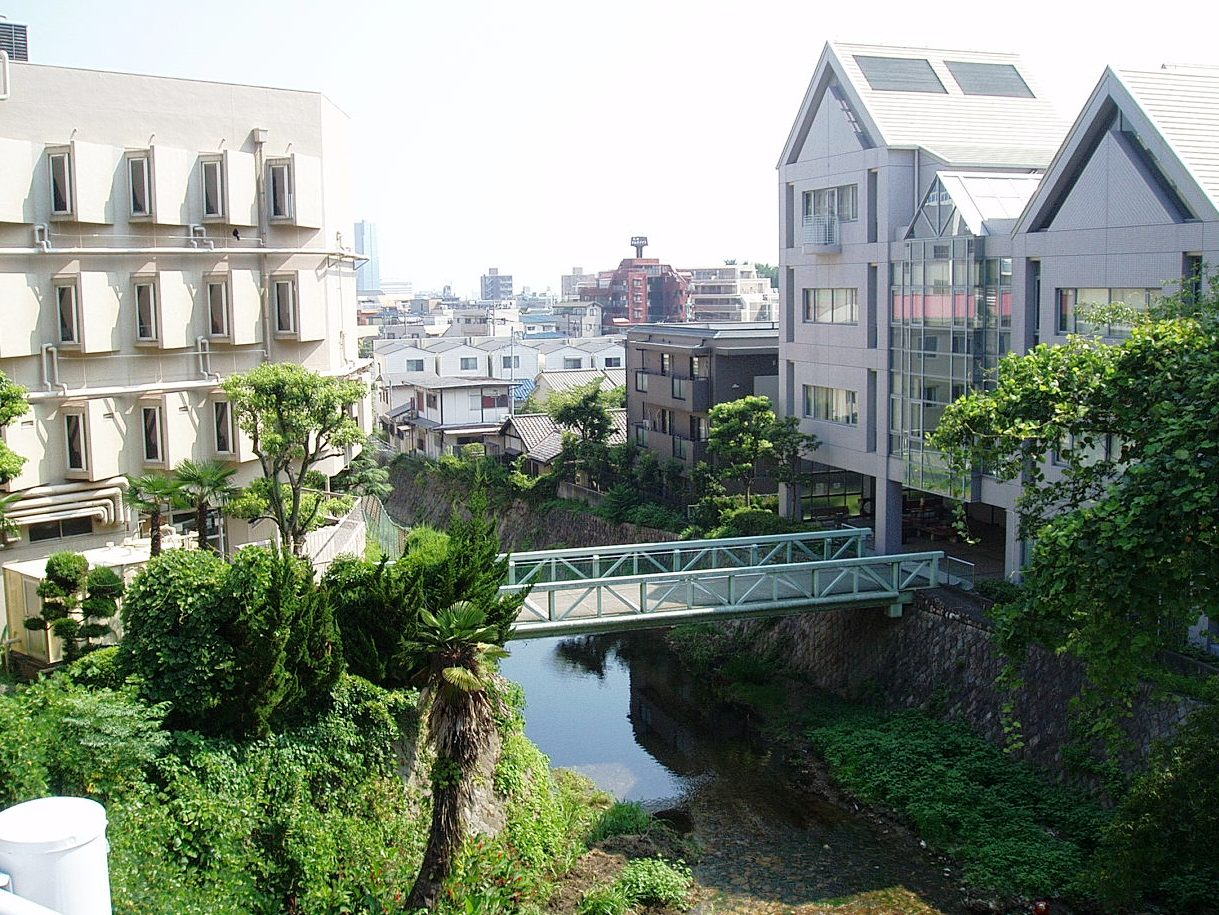
5号館（左）と4号館（右）を結ぶ橋

神戸山手大学（こうべやまてだいがく、英語: Kobe Yamate University）は、兵庫県神戸市中央区諏訪山町3-1に本部を置いていた日本の私立大学である。1999年に設置され、2020年に廃止された。大学の略称は神戸山手、山手、山手大。

## 沿革
- 1924年 - 山手学習院創立
- 1927年 - 財団法人神戸山手高等女学校設立
- 1951年 - 財団法人から学校法人神戸山手学園に変更
- 1999年 - 神戸山手大学開学（当初は女子大学）。人文学部環境文化学科設置
- 2002年 - 男女共学に移行
- 2006年 - 人文学部に都市交流学科を増設
- 2008年 - 人文学部から現代社会学部に学部名称変更
- 2013年 - 現代社会学部に総合社会学科を開設（環境文化学科、都市交流学科を改組）
- 2014年7月 - 現代社会学部に観光文化学科の設置認可を申請[1]。神戸夙川学院大学観光文化学部観光文化学科のカリキュラム・学生・教職員を継承する方向で調整中と発表[2]。
- 2014年8月 現代社会学部観光文化学科の2015年4月設置が認可された[3]。
- 2015年4月 - 現代社会学部に観光文化学科を開設
- 2020年4月 - 学校法人濱名学院との法人合併が認可され、学部名は「関西国際大学 現代社会学部」に、キャンパスは「関西国際大学 神戸山手キャンパス」となった。

## 学部・学科

### 2019年度(平成31年度)
- 現代社会学部
  - 観光学科
    - グローバルコミュニケーションフィールド
    - 観光文化フィールド
    - 観光ビジネスフィールド

  - 総合社会学科
    - 社会学・メディアフィールド
    - 心理学フィールド
    - 経済・経営学フィールド
    - 環境学フィールド
    - 建築・インテリアフィールド

### 2018年度(平成30年度)以前
- 現代社会学部
  - 観光文化学科
    - グローバルコミュニケーションフィールド
    - 観光文化フィールド
    - 観光ビジネスフィールド

  - 総合社会学科
    - 社会学・メディアフィールド
    - 心理学フィールド
    - 経済・経営学フィールド
    - 環境学フィールド
    - 建築・インテリアフィールド

### 2014年度(平成26年度)以前
- 現代社会学部
  - 総合社会学科
    - 社会学・メディアフィールド
    - 心理学フィールド
    - 経済・経営学フィールド
    - 観光学フィールド
    - 環境学フィールド
    - 建築・インテリアフィールド

### 2012年度(平成24年度)以前
- 現代社会学部　
  - 環境文化学科
    - 環境マネジメントコース
    - 環境デザインコース
    - ライフスタイルコース

  - 都市交流学科
    - 観光・国際文化コース
    - まちづくり･神戸学コース
    - 社会心理・メディア文化コース

### 2012年度(平成24年度)
- 現代社会学部
  - 環境文化学科
    - 環境学コース
    - 住環境・インテリアコース

  - 都市交流学科
    - 観光学コース
    - 社会心理・メディア文化コース

## 附属機関
- 図書館
- 国際交流センター
- 情報教育研究センター
- 地域社会連携センター
- キャリアセンター

## 大学関係者

### 著名な教職員
- 奥村彪生 - 元教授、博士（学術）、伝承料理研究家、食文化研究家
- 小関三平 - 教授、社会学者、評論家
- 塩濱久雄 - 教授、村上春樹研究者、『ウィズダム和英辞典』（三省堂）の分担執筆者
- 多田道太郎 - 元環境文化研究所所長、フランス文学者、評論家
- 田辺昭三 - 元教授、考古学者
- 南田勝也 - 元准教授、博士（社会学）、社会学者
- 吉永陽一 - 特任教授、吹奏楽をはじめとする音楽教育者

## 対外関係

### 協定等を締結している機関
- 神戸市中央区
- 神戸市教育委員会
- 神戸市立相楽園
- 兵庫県商工会連合会
- 大学コンソーシアムひょうご神戸に加盟の大学・短期大学・高等専門学校
- ピースボート - 「地球一周の船旅」を利用した「地球一周国際教育プログラム」を実施している[4]

### 海外の提携大学
- オーストラリア
  - ウーロンゴン大学
- カナダ
  - バンクーバーアイランド大学
- 中国
  - 北京工業大学
  - 北京師範大学
  - 上海外国語大学
- アメリカ合衆国
  - オレゴン州立大学
  - カリフォルニア州立大学
  - シラキュース大学
  - ニューメキシコ州立大学（英語版）
  - フィンランディア大学（英語版）
  - フェリシアン大学（英語版）
  - ポートランド州立大学
  - メリルハースト大学

### 系列校
- 神戸山手短期大学
- 神戸山手女子中学校・高等学校

## その他
- キャンパスが木村紺による漫画作品「神戸在住」の舞台のひとつとなり、その後のテレビドラマ撮影にも協力した。